# Monitor Polski

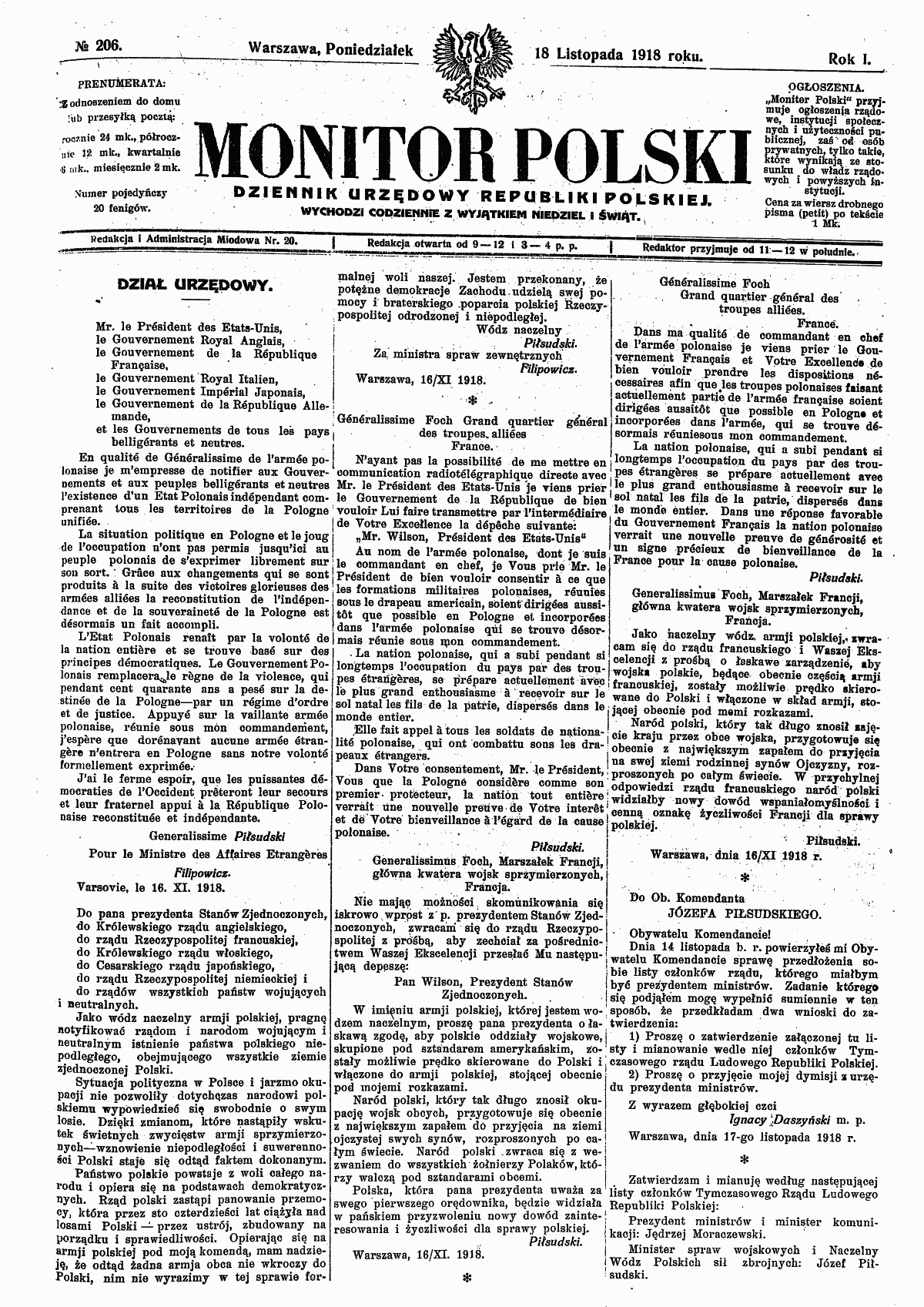
Monitor Polski vom 18. November 1918

Monitor Polski (abgekürzt M. P., offizieller Name Dziennik Urzędowy Rzeczypospolitej Polskiej für „Amtsblatt der Republik Polen“) ist ein vom Premierminister Polens herausgegebenes Amtsblatt, das der Veröffentlichung von verwaltungs-internen Rechtsakten dient, die von staatlichen Organisationen Polens ausgehen.

## Inhalt
Der Monitor Polski (von lat. monere „ermahnen, warnen“) entstand durch ein Dekret des Regentschaftsrates des Königreichs Polen und erscheint seit dem 6. Februar 1918. Im Gegensatz zum Gesetzblatt Dziennik Ustaw dokumentieren die Veröffentlichungen im Monitor Polski das Verhältnis von staatlichen Organisationen zueinander und dienen nicht als Quelle für Rechte und Pflichten der Bürger.
Der Monitor Polski veröffentlicht nach gesetzlichen Vorgaben Anordnungen des Staatspräsidenten und des Premierministers, Beschlüsse des Ministerrats und des Sejm, des Senats der Republik Polen und der Nationalversammlung sowie Entscheidungen des Verfassungsgerichtshofs zu diesen Gesetzesvorschriften. Dazu kommt die Dokumentation von Amtshandlungen des Staatspräsidenten wie z. B. die Einberufung der ersten Sitzung des neu gewählten Sejm und Senats oder die Ernennung von z. B. Ministern, Richtern, Generälen und höheren Staatsbeamten sowie die Festlegung von Satzungen (statutu) für die Kanzlei des Staatspräsidenten. Zusätzliche Rechtsvorschriften und Bekanntmachungen werden im Monitor Polski veröffentlicht, wenn Beschlüsse, Gesetze oder Anordnungen des Premierministers dies vorsehen.
Herausgeber ist die zentrale polnische Regierungsbehörde für die Gesetzgebung (Rządowe Centrum Legislacji), die dem Premierminister unterstellt ist. Das Amtsblatt wird in Form einer durchsuchbaren Online-Datenbank angeboten.

## Monitor Polski B
Neben dem Monitor Polski wurde bis Ende 2012 ein Amtsblatt namens Monitor Polski B herausgegeben. Es wurde hauptsächlich für die Veröffentlichung von Jahresabschlüssen verwendet.